# August Thyssen

August Thyssen auf Schloss Landsberg (1912)

August Thyssen (* 17. Mai 1842 in Eschweiler; † 4. April 1926 auf Schloss Landsberg) war ein deutscher Industrieller aus der Unternehmerfamilie Thyssen.

## Leben

### Frühe Jahre und Ausbildung
Nach einem Studium an der Polytechnischen Schule Karlsruhe und der Handelshochschule in Antwerpen arbeitete August Thyssen zunächst wie sein Bruder Joseph Thyssen im Bankhaus seines Vaters Friedrich Thyssen.

### Unternehmerische Tätigkeiten

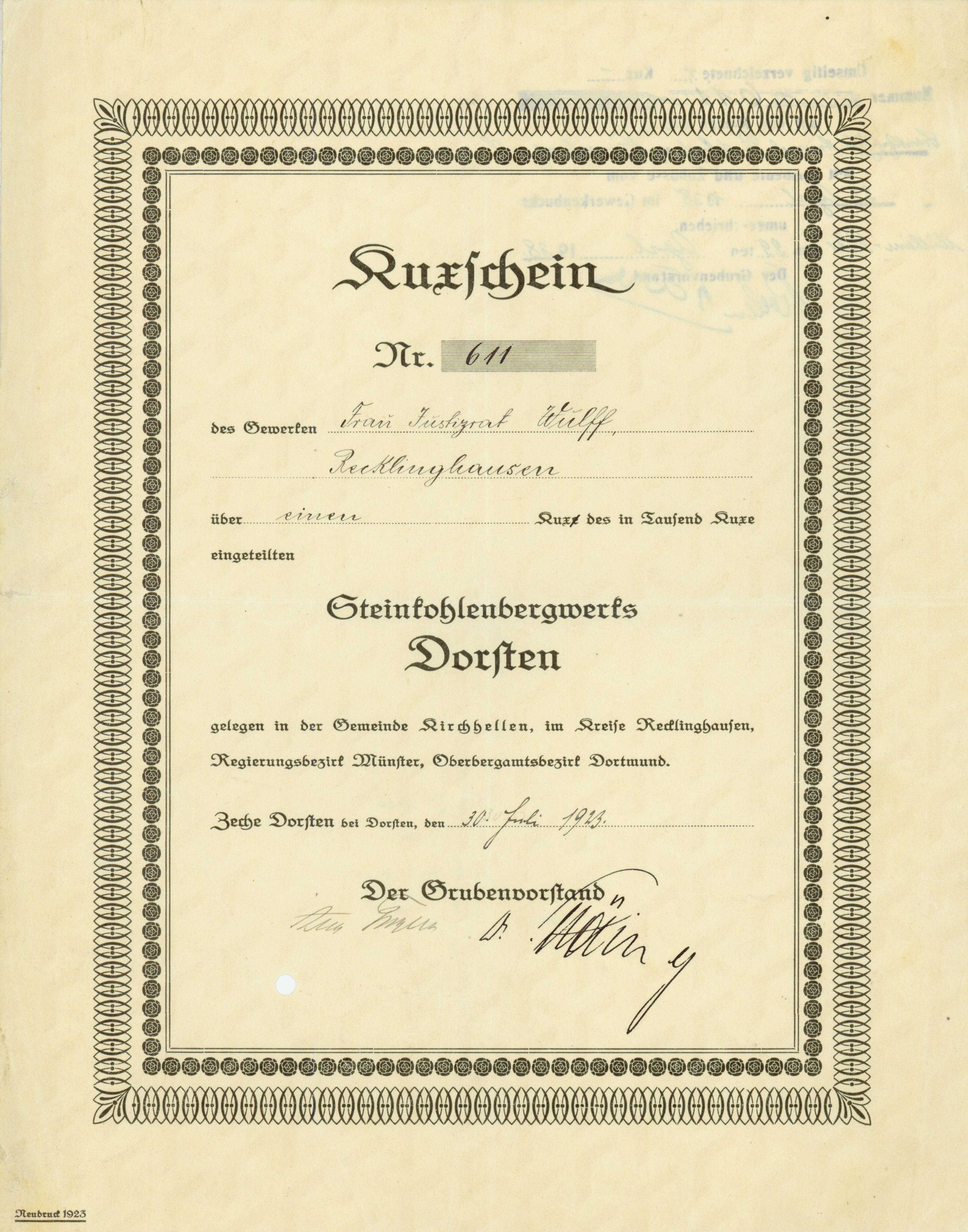
Kuxschein des Steinkohlenbergwerkes Dorsten vom 30. Juli 1923 mit Signatur von Grubenvorstand August Thyssen

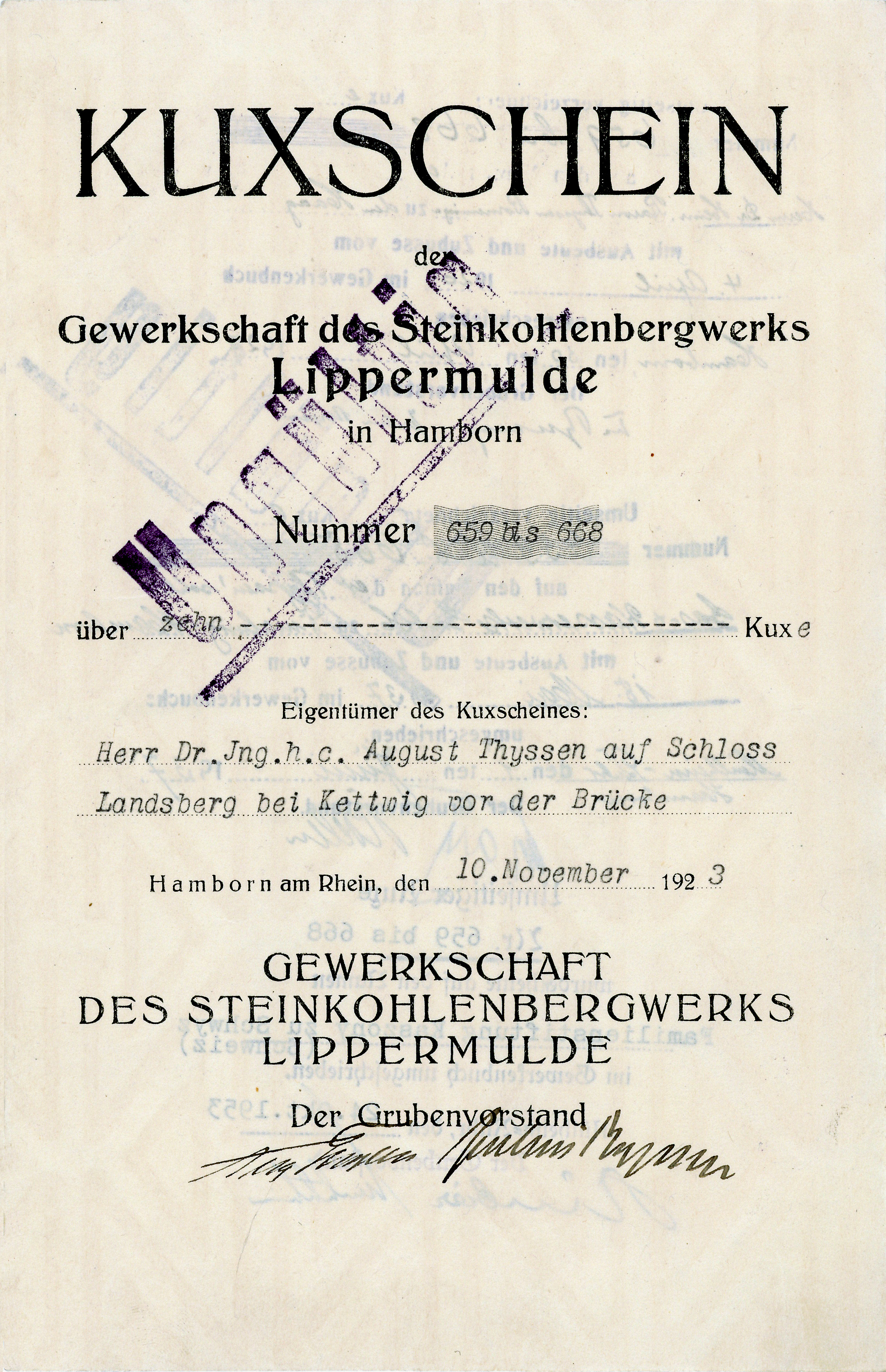
Kuxschein über 10 Kuxe der Gewerkschaft des Steinkohlenbergwerks Lippermulde, ausgestellt am 10. November 1923 in Hamborn am Rhein auf Dr. ing. h.c. August Thyssen, eigenhändig von ihm als Grubenvorstand unterschrieben.

1867 gründete er mit mehreren Verwandten in Duisburg in der damaligen preußischen Rheinprovinz das Eisenwerk „Thyssen-Fossoul & Co“. 1870 wurde die Gesellschaft aufgelöst und Thyssen gründete mit dem erlösten Kapital in Styrum bei Mülheim an der Ruhr das Walzwerk Thyssen & Co., das die Keimzelle für einen der größten integrierten europäischen Montankonzerne, die August Thyssen-Hütte, bilden sollte. Im Gegensatz zu anderen Konzernen bildete Thyssen allerdings erst kurz vor seinem Tod eine Holding. Die meiste Zeit existierten seine Unternehmensteile parallel und wurden dezentral geführt. Größte Gesellschaft war hierbei die 1891 übernommene Gewerkschaft Deutscher Kaiser, die im selben Jahr ihre stahlerzeugenden Betriebe in der Landbürgermeisterei Beeck Stadtteil Bruckhausen der Stadt Ruhrort gründete. Hamborn, der Sitz seiner Zeche gewann durch seine bereits erfolgte Industrialisierung an Bedeutung und wurde als Firmensitz angegeben.
Zusammen mit Hugo Stinnes war Thyssen einer der Gründer der RWE.
In seiner Kriegszieldenkschrift vom September 1914 an den Reichskanzler Theobald von Bethmann Hollweg forderte er die „Einverleibung“ des französischen Minettebezirkes um das Fortbestehen der deutschen Eisenindustrie auf lange Zeit zu sichern sowie um Deutschlands „führende Stellung auf dem Kontinent in wirtschaftlicher Beziehung“ aufrechtzuerhalten. Mit der Einverleibung der französischen Kohlenbecken könne man alle Kohleverbraucher in ein Abhängigkeitsverhältnis zum deutschen Staat bringen. Zur Erlangung einer „Weltmachtstellung“ sei es notwendig, dass Russland das „Dongebiet mit Odessa, die Krim, sowie das asowische Gebiet und den Kaukasus“ an Deutschland abtrete, um England in Ägypten und Indien erreichen zu können. Der Kaukasus mit seinen Manganerzen sei für Deutschland „unentbehrlich“, mit dem Besitz dieser Erze könne man die Stahlproduktion Amerikas von sich abhängig machen und im Preise beeinflussen. Außerdem forderte er die Einverleibung Belgiens, der russischen Ostseeprovinzen sowie als Absatzgebiete einen mitteleuropäischen Zollverein und weitere Kolonien in Afrika.
Der Thyssen-Konzern ging 1926 zu großen Teilen in der Vereinigte Stahlwerke AG auf. Die Unternehmungen, die nach dem Zweiten Weltkrieg neu begründet wurden, verschmolzen 1999 mit KruppHoesch zur ThyssenKrupp AG.

## Familie

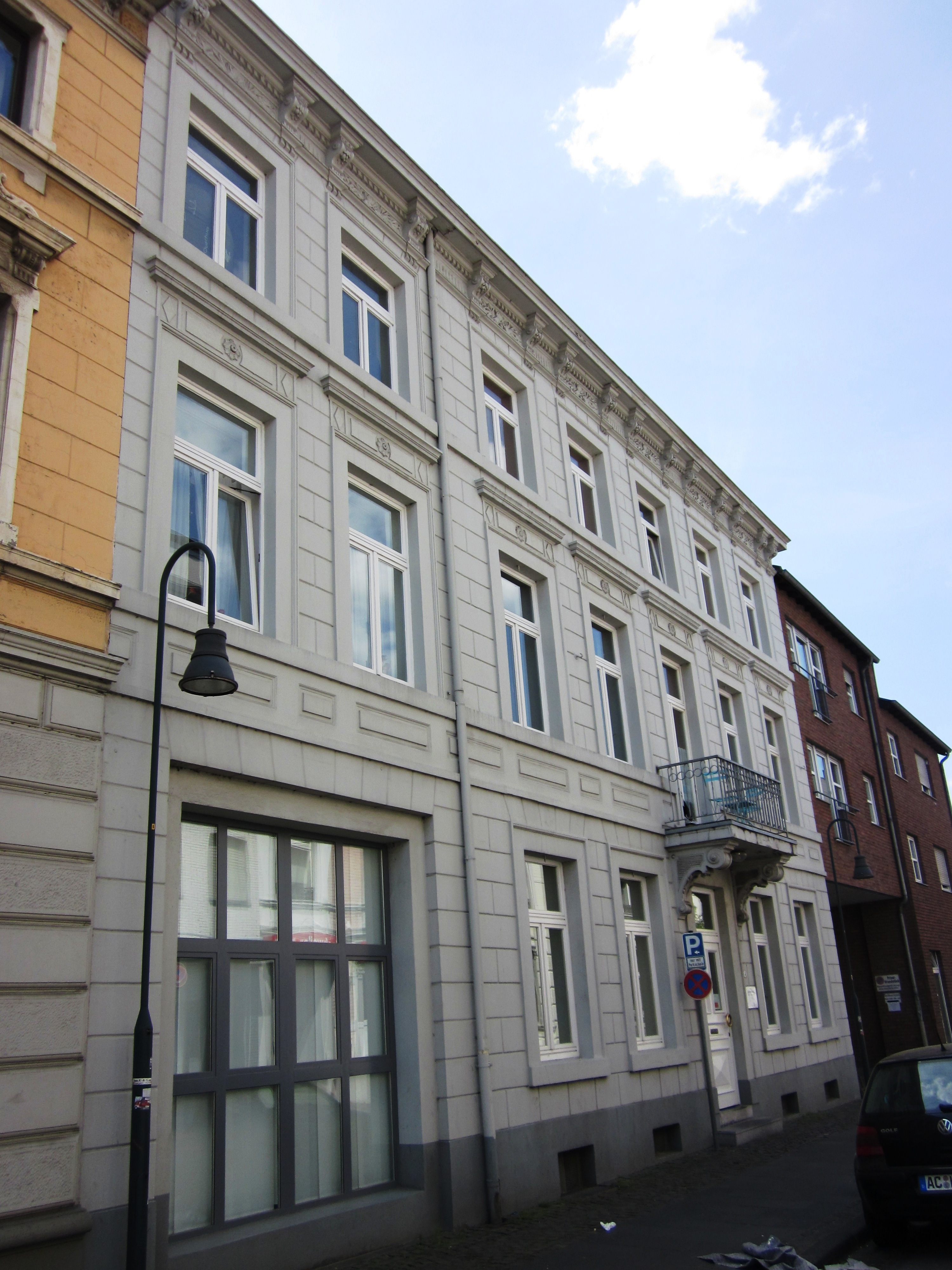
Wohnhaus August Thyssens in der Eschweiler Altstadt

Am 29. November 1872 heiratete Thyssen die 18-jährige Hedwig Pelzer (1854–1940), Tochter des Mülheimer Gerbereibesitzers Johann Heinrich Pelzer (1821–1884) und dessen Frau Hedwig, geborene Troost. Die Ehe wurde 1885 wieder geschieden.
Der Ehe entstammten vier Kinder: 
- Fritz (1873–1951),
- August junior (1874–1943),
- Heinrich (1875–1947)
- Hedwig (1878–1960).

Um eine Auflösung des Thyssen-Konzerns durch die Scheidung zu umgehen, übertrug Thyssen die Eigentumsrechte am Konzern seinen Kindern, behielt aber den Nießbrauch und schloss die Kinder so von der Unternehmensführung aus. Diese Regelung sorgte für erhebliche Konflikte zwischen den Generationen.

## Film
- Deutsche Dynastien – Die Thyssens. Dokumentarfilm, Deutschland, 2010, 44 Min., Buch und Regie: Julia Melchior und Sebastian Dehnhardt, Produktion: WDR, Reihe: Deutsche Dynastien, Erstausstrahlung: ARD, 8. November 2010, Inhaltsangabe (Memento vom 23. August 2011 im Internet Archive) der ARD.